# Список бронетехники Российской империи
В данный список входят образцы бронетехники, разработанные и построенные для Русской Императорской армии как на территории России, так и за её пределами, в период с 1904 по 1917 год. В список также включены образцы бронеавтомобилей, разработанные в Российской империи, но запущенные в производство уже после Октябрьской революции, а также наиболее известные эрзац-бронеавтомобили, построенные частями Белой армии в ходе Гражданской войны. Кроме того, отдельно указаны нереализованные проекты бронетехники, разработанные в Российской империи.
Образцы бронетехники расположены в алфавитном порядке. В списке не указаны бронеавтомобили, состоявшие на вооружении Английского и Бельгийского бронедивизионов в составе Русской Императорской армии. Следует также иметь в виду, что в период Первой мировой и, в особенности, Гражданской войн силами различных мастерских (как заводских, так и армейских) было построено множество образцов эрзац-бронетехники, сведения о которых весьма скупы и в ряде случаев могут отсутствовать полностью.
В списке не указаны также многочисленные образцы железнодорожной бронетехники, созданные в Российской империи до 1917 года.

## Бронеавтомобили

### Пулемётные
| Обозначение                                 | Изображение                | Годы разработки | Годы производства | Кол-во, шт. | Краткое описание |
| ------------------------------------------- | -------------------------- | --------------- | ----------------- | ----------- | --- |
| SPA                                         | Изображение не сохранилось | 1914            | 1914              | 1           | Эрзац-бронеавтомобиль с пулемётным вооружением на шасси итальянского грузовика фирмы SPA. Собран во второй декаде сентября 1914 года командиром 5-й автомобильной роты штабс-капитан И. Н. Бажановым вместе с бригадой ремонтников прямо в действующей армии в целях усиления 25-й пехотной дивизии. Использовался дивизией в боях начального периода Первой мировой войны. Дальнейшая судьба неизвестна. |
| Армиа-Мотор-Лориес                          |                            | 1915            | 1915              | 36          | Импортный пулемётный бронеавтомобиль производства фирмы Army Motor Lorries (Великобритания). Русской Императорской армии было поставлено 36 машин. Имея ряд серьёзных конструктивных недостатков, были признаны непригодными для боевого применения и на вооружение армии не поступили. Ограниченно применялись в ходе Гражданской войны. |
| Армстронг-Уитворт                           |                            | 1914—1915       | 1915—1916         | 40          | Импортный пулемётный бронеавтомобиль производства фирмы Armsrtong-Whitworth (Великобритания). Русской Императорской армии было поставлено 40 машин в двух модификациях, подвергшихся в России существенным переработкам. В улучшенном виде бронеавтомобили применялись Русской Императорской армией в ходе Первой мировой войны, а также обеими противоборствующими сторонами в Гражданской войне. |
| Бронеавтомобиль 1-й мотоциклетной роты      | Изображение не сохранилось | 1915            | 1915              | 1           | Пулемётный бронеавтомобиль, конструктивно подобный «Руссо-Балту тип С». Построен для 1-й мотоциклетной роты на неустановленном шасси. Применялся в 1-й мотоциклетной роте в боях Первой мировой войны. Дальнейшая судьба неизвестна. |
| Бронеавтомобиль Вонлярлярского              |                            | 1914—1915       | 1915              | 1           | Пулемётный бронеавтомобиль. Построен по проекту прапорщика Вонлярлярского на базе легкового шасси фирмы Renault (Франция). Отличался большой оригинальностью и конструктивным новаторством, однако в силу высокой сложности изготовления и связанной с этим высокой стоимости не был принят к серийному производству. Опытный образец прошёл официальные испытания, однако сведений о дальнейшей судьбе этой машины нет. |
| Бронеавтомобиль Ижорского завода            |                            | 1915            | 1915              | 2           | Пулемётный бронеавтомобиль, вариация на тему конструкции «Руссо-Балта тип С». 2 экземпляра этого бронеавтомобиля были построены для 1-й пулемётной роты (не следует путать с 1-й АПР), в составе которой применялись в ходе Первой мировой войны. |
| Бронеавтомобиль Кавказской туземной дивизии |                            | 1914            | 1914              | 1           | Пулемётный бронеавтомобиль, конструктивно подобный «Руссо-Балту тип С». Вопрос о базовом шасси до конца не ясен, вероятнее всего, использовался 1,5-тонный грузовик. Броневик был построен в конце 1914 года и отправился, видимо, на Кавказский фронт. В составе дивизии применялся в боях как минимум до 1916 года. |
| Бронеавтомобиль Пороховщикова               |                            | 1915            | 1915              | 1           | Пулемётный бронеавтомобиль. Разработан конструктором А. А. Пороховщиковым с использованием шасси фирмы Ford (США). В ходе испытаний признан неудачным и на вооружение армии не принят. В боях не применялся. |
| Ганза-Ллойд                                 |                            | 1915            | 1915              | 1           | Пулемётный бронеавтомобиль. Разработан штабс-капитаном Былинским на базе легкового автомобиля фирмы Hansa-Lloyd. Единственный экземпляр бронеавтомобиля использовался Русской Императорской армией в боях Первой мировой войны и Красной Армией — в ходе Гражданской войны. |
| Джеффери-Поплавко                           |                            | 1916            | 1916—1917         | 31          | Пулемётный бронеавтомобиль. Является первым полноприводным бронеавтомобилем, принятым на вооружение войск Российской империи. Создан на базе полноприводного грузового автомобиля Jeffery Quad 4017 производства американской фирмы Thomas B. Jeffery Company по проекту штабс-капитана В. Р. Поплавко. Бронеавтомобили ограниченно применялись частями Русской императорской армии в ходе Первой мировой войны и обеими противоборствующими сторонами в ходе Гражданской войны. |
| Кейс                                        | Изображение не сохранилось | 1914            | 1914              | 2           | Эрзац-бронеавтомобили, построенные силами 8-й автомобильной роты, убывшей на фронт 18 сентября 1914 года. В документах роты проходили, как «автомобили „Кейс“ — 2, легковые, бронированные». Более точные данные об этих бронеавтомобилях и их судьбе отсутствуют. |
| Мгебров-Бенц                                | Изображение не сохранилось | 1915            | 1915              | 1           | Пулемётный бронеавтомобиль. Проект бронировки разработан штабс-капитаном В. А. Мгебровым с использованием базы гоночного автомобиля немецкой фирмы Benz. В проекте активно использовалось расположение бронелистов под рациональными углами наклона, что повышало их пулестойкость. Единственный экземпляр бронеавтомобиля применялся русской армией в ходе Первой мировой войны. |
| Мгебров-Изотта-Фраскини                     |                            | 1915            | 1916              | 1           | Пулемётный бронеавтомобиль. Проект бронировки разработан штабс-капитаном В. А. Мгебровым и является глубокой модернизацией заднеприводного бронеавтомобиля итальянской фирмы Isotta-Fraschini. В проекте активно использовалось расположение бронелистов под рациональными углами наклона. Единственный экземпляр бронеавтомобиля использовался Русской Императорской армией в боях Первой мировой войны и Красной Армией — в ходе Гражданской войны. |
| Мгебров-Пирс-Арроу                          |                            | 1915            | 1915              | 1           | Пулемётный бронеавтомобиль. Создан на базе гоночного автомобиля американской фирмы Pierce-Arrow. Проект бронировки разработан штабс-капитаном В. А. Мгебровым. Как и во всех бронеавтомобилях Мгеброва, в проекте «Мгебров-Пирс-Арроу» широко использовалось расположение бронелистов под рациональными углами наклона. Единственный экземпляр бронеавтомобиля применялся русской армией в ходе Первой мировой войны. |
| Мгебров-Рено                                |                            | 1915            | 1915—1916         | 11          | Пулемётный бронеавтомобиль. Проект бронировки разработан штабс-капитаном В. А. Мгебровым и является глубокой модернизацией заднеприводного бронеавтомобиля французской фирмы Renault. В проекте активно использовалось расположение бронелистов под рациональными углами наклона. Всего было построено 11 экземпляров в двух модификациях. Бронеавтомобили активно применялись Русской Императорской армией в ходе Первой мировой войны, а также обеими противоборствующими сторонами в Гражданской войне в России.                                                                        |
| Накашидзе-Шаррон                            |                            | 1904—1905       | 1905—1908         | ~13         | Пулемётный бронеавтомобиль. Первый бронеавтомобиль, поступивший на вооружение русской армии. Проект разработан офицером русской армии М. А. Накашидзе с использованием базы автомобиля французской фирмы «Charron». Всего за период с 1905 по 1908 на фирме Charron по заказу российского Военного ведомства по чертежам Накашидзе было построено не менее 13 бронеавтомобилей, часть из которых была доставлена в Россию. В боях Первой мировой войны не применялись. |
| Остин                                       |                            | 1914—1916       | 1914—1917         | 168         | Импортный пулемётный бронеавтомобиль производства фирмы Austin (Великобритания). Разработан по заказу российского Военного ведомства. Русской Императорской армии было поставлено 168 машин в рамках трёх серий, при этом большая часть автомобилей I серии была полностью перебронирована в России. Составляя основу броневых частей русской армии, бронеавтомобили «Остин» активно применялись Русской Императорской армией в ходе Первой мировой войны, а также обеими противоборствующими сторонами в Гражданской войне в России.                                                      |
| Остин-Кегресс                               |                            | 1916—1917       | 1919—1920         | 12          | Полугусеничный пулемётный бронеавтомобиль. Первый русский серийный образец полугусеничной боевой машины. Проект разрабатывался в 1916—1917 годах в Российской империи на основе совмещения бронеавтомобиля «Остин-Путиловец» и гусеничного движителя конструкции А. А. Кегресса. Однако началу массового производства бронеавтомобилей помешали события 1917 года. Постройка машин началась лишь в начале 1919 года. Всего до конца марта 1920 года было построено 12 экземпляров бронеавтомобиля «Остин-Кегресс», применявшихся частями РККА в боях Гражданской и Советско-польской войн. |
| Остин-Путиловец                             |                            | 1916            | 1917—1920         | 33          | Пулемётный бронеавтомобиль. Создан на базе заднеприводных грузовых шасси фирмы Austin (Великобритания) в конце 1916 года, однако производство началось только после Октябрьской революции. Являлся глубокой модернизацией конструкции импортных бронеавтомобилей «Остин». Всего в 1918—1920 годах построено 33 бронеавтомобиля этого типа, использовавшихся РККА в Гражданской войне и войне с Польшей. |
| Рено                                        |                            | 1914            | 1915—1916         | 40          | Импортный пулемётный бронеавтомобиль производства фирмы Renault (Франция). Русской Императорской армии было поставлено 40 машин. По причине неполноценного бронирования, использовались в основном во вспомогательных целях, как охранный броневик и в целях сопровождения транспортных частей на марше. Позднее 11 бронеавтомобилей были полностью перебронированы по проекту штабс-капитана В. А. Мгеброва и известны, как «Мгебров-Рено». |
| «Руссо-Балт» Братолюбова-Некрасова (тип II) |                            | 1915—1916       | 1916              | 4           | Пулемётный бронеавтомобиль. Проект разработан штабс-капитаном Некрасовым на базе шасси фирмы «Руссо-Балт». Бронеавтомобили строились в мастерских А. А. Братолюбова. Были приняты на вооружение Русской Императорской армии, но в боях Первой мировой войны не применялись, используясь, как учебные. В Гражданской войне применялись частями РККА. |
| Руссо-Балт тип С                            |                            | 1914            | 1914              | 8           | Пулемётный бронеавтомобиль. Является первым серийным бронеавтомобилем, принятым на вооружение войск Российской империи. Разработан в начале с использованием шасси фирмы «Руссо-Балт» для вооружения формировавшейся 1-й АПР. Проект выполнен командиром роты полковником А. Н. Добржанский и инженером-механиком А. Я. Грауэном. Бронеавтомобили составивили костяк 1-й автопулемётной роты и активно применялись в её составе в ходе Первой мировой войны. Впоследствии использовались обеими противоборствующими сторонами в ходе Гражданской войны.                                    |
| Фиат Ижорского завода                       |                            | 1916            | 1917—1918         | 80          | Пулемётный бронеавтомобиль. Разработан на базе шасси автомобиля итальянской фирмы Fiat, производившегося по лицензии в США. Хотя разработка проекта и закупка шасси осуществлялись ещё в 1916 году, массовое производство бронеавтомобилей было развёрнуто лишь после Февральской революции. Всего с 1917 по 1918 год было построено около 80 экземпляров бронеавтомобиля, активно использовавшихся РККА в боях Гражданской войны. |
| Фиат-Омский                                 |                            | 1918—1919       | 1918—1920         | Около 15    | Пулемётный бронеавтомобиль Белой армии в Гражданской войне в России 1917—1923 годов. Разработан на базе шасси автомобиля итальянской фирмы Fiat. Было построено около 15 экземпляров данного бронеавтомобиля, применявшегося частями Сибирской армии в боях на Восточном фронте Гражданской войны. После поражения Белого движения на востоке несколько бронеавтомобилей какое-то время использовались вооружёнными силами Дальневосточной Республики. |
| Шеффилд-Симплекс                            |                            | 1914—1915       | 1915              | 25          | Импортный пулемётный бронеавтомобиль производства фирмы Sheffield-Simplex (Великобритания). Русской Императорской армии было поставлено 25 машин. Имея ряд серьёзных конструктивных недостатков, были признаны непригодными для боевого применения и на вооружение армии не поступили. Ограниченно применялись в ходе Гражданской войны. |

### Пушечные
| Обозначение                                | Изображение                | Годы разработки | Годы производства | Кол-во, шт. | Краткое описание |
| ------------------------------------------ | -------------------------- | --------------- | ----------------- | ----------- | --- |
| FWD                                        | Изображение не сохранилось | 1916—1917       | 1917              | 1           | Пушечный бронеавтомобиль. Разработан с использованием шасси 3-тонного полноприводного американского грузовика фирмы FWD. Задание на постройку 20 бронеавтомобилей данного типа с 76-мм горной пушкой обр. 1904 года было получено Путиловским заводом летом 1916 года, однако лишь в конце 1917 завод сообщил об изготовлении одного бронеавтомобиля. Дальнейшие работы были прекращены в связи с Октябрьской революцией. Судьба построенной машины неизвестна.                                                     |
| Бронеавтомобиль Улятовского                |                            | 1915—1916       | 1916              | 1           | Лёгкий пушечный бронеавтомобиль. Разработан в прапорщиком Улятовским при поддержке начальника Офицерской стрелковой школы генерал-майора Н. М. Филатова. Опытный образец использовался Русской Императорской армией в боях Первой мировой войны. |
| Гарфорд-Путилов                            |                            | 1914            | 1915—1916         | 48          | Тяжёлый пушечно-пулемётный бронеавтомобиль. Разработан с использованием шасси американского грузовика фирмы Garford Motor Truck Co. «Гарфорды» активно применялись в ходе Первой мировой и Гражданской войн. Обладали мощным для своего класса и времени вооружением и приемлемым бронированием. Несмотря на достаточно посредственные динамические характеристики, «Гарфорды» были весьма эффективны в бою, отличались надёжностью и добротностью изготовления, что обусловило сравнительно долгий срок их службы. |
| Маннесманн-Мулаг                           |                            | 1914            | 1914—1915         | 3           | Пушечно-пулемётный бронеавтомобиль. Первая машина данного класса на вооружении русских войск. Разработан в для усиления 1-й автопулемётной роты, вооружённой пулемётными бронеавтомобилями Руссо-Балт тип С. В качестве базы бронеавтомобиля использовано грузовое шасси немецкой фирмы Mannesman-Mulag. Всего было построено три экземпляра бронеавтомобиля (с несколько различавшимися характеристиками), использовавшихся Русской Императорской армией в боях Первой мировой войны.                              |
| Мгебров-Уайт                               |                            | 1915            | 1915              | 1           | Пушечно-пулемётный бронеавтомобиль. Проект разработан штабс-капитаном В. А. Мгебровым на базе двухосного заднеприводного грузовика «Уайт». Как и другие бронемашины Мгеброва, отличался широким использованием так называемого рационального бронирования, что повышало защищённость машины. Применялся в ходе Первой мировой и Гражданской войн. |
| Мерседес                                   |                            | 1914—1915       | 1915              | 2           | Пушечно-пулемётный бронеавтомобиль. Разработан штабс-капитаном Былинским на базе легкового автомобиля фирмы Mercedes. Содержал в себе ряд новаторских и прогрессивных инженерных решений. Использовались Русской Императорской армией в боях Первой мировой войны. |
| Ланчестер                                  |                            | 1914—1915       | 1915—1917         | 20          | Импортный пулемётный бронеавтомобиль производства фирмы Lanchester Motors Company (Великобритания). Русской Императорской армии было поставлено 20 машин. В России были перевооружены 37-мм пушками Гочкисса (вместо носового пулемёта). Активно использовались Русской Императорской армией в боях Первой мировой войны и обеими противоборствующими сторонами — в ходе Гражданской войны. |
| Паккард                                    |                            | 1914            | 1914—1915         | 2           | Пушечно-пулемётный бронеавтомобиль. Разработан на базе шасси 3-тонного грузового автомобиля американской фирмы Packard Motor Car Company для усиления 1-й автопулемётной роты. Бронемашины использовались Русской Императорской армией в боях Первой мировой войны. |
| Пирс-Арроу                                 |                            | 1915—1916       | 1916              | 2           | Пушечно-пулемётный бронеавтомобиль. Создан с использованием шасси 5-тонного грузовика Pierce-Arrow по заказу Морского ведомства. Однако, русской армией в боевых действиях Первой мировой войны бронеавтомобили не применялись и использовались в качестве учебных машин. После Октябрьской революции бронемашины достались в качестве трофеев армиям Германии и Латвии. |
| «Рено» Братолюбова-Некрасова               |                            | 1914            | 1915              | 1           | Пушечно-пулемётный бронеавтомобиль. Разработан штабс-капитаном Некрасовым в тесном сотрудничестве с генерал-лейтенантом Р. А. Дурляховым и инженером-изобретателем А. А. Братолюбовым. Имел частичное бронирование и предназначался для сопровождения транспортных колонн. Единственный экземпляр построен в мастерской А. А. Братолюбова и применялся частями Русской Императорской армии в ходе Первой мировой войны.                                                                                             |
| Рено (пушечный)                            |                            | 1917            | 1917—1920         | ~29         | Пушечный бронеавтомобиль производства Путиловского завода, созданный на базе импортного пулемётного бронеавтомобиля фирмы Renault. Был вооружён 47-мм пушкой Гочкисса на тумбовой установке производства Обуховского завода. |
| «Руссо-Балт» Братолюбова-Некрасова (тип I) |                            | 1915            | 1915              | 6           | Пушечный бронеавтомобиль. Проект разработан штабс-капитаном Некрасовым на базе шасси фирмы «Руссо-Балт». Бронеавтомобили строились в мастерских А. А. Братолюбова. По результатам испытаний были признаны малопригодными к использованию в войсках. Позднее три бронеавтомобиля (на шасси «Руссо-Балт С 24/40») были переоборудованы в бронедрезины. Машины данного типа эпизодически применялись частями Русской Императорской армии в боях Первой мировой войны.                                                  |

### Другие разработки
| Обозначение                      | Изображение | Годы разработки | Годы производства | Кол-во, шт. | Краткое описание |
| -------------------------------- | ----------- | --------------- | ----------------- | ----------- | --- |
| Бронедрезина «Бенц»              |             | 1911—1912       | 1912              | 1           | Пулемётный бронеавтомобиль с возможностью использования в качестве бронедрезины. Разработан и построен в 1911—1912 годах российским отделением немецкой фирмы Benz по заказу Амурской железной дороги. В 1914 году реквизирован Военным ведомством для использования в боевых действиях, но затерялся в пути. В 1918 году использовался в ходе боёв на Восточном фронте Гражданской войны. |
| Зенитный бронеавтомобиль «Остин» |             | 1914—1915       | 1915              | 1           | Зенитный бронеавтомобиль на базе шасси 3-тонного грузовика фирмы Austin, вооружённый модифицированной Путиловским заводом для стрельбы под большими углами возвышения 57-мм пушкой Гочкисса. По результатам испытаний опытного образца ГАУ Русской Императорской армии приняло решение о формировании батареи из данных бронеавтомобилей, однако их дальнейшее производство стало невозможным из-за уничтожения всех модифицированных пушек Гочкисса во время пожара в Брест-Литовске.         |
| Пирлесс                          |             | 1915            | 1916              | 16          | Импортный зенитный бронеавтомобиль, созданный британской фирмой Vickers с использованием шасси 3-тонного американского грузовика Peerless по заказу ГАУ Русской Императорской армии. Применялись частями русских войск в ходе Первой мировой войны, а также обеими противоборствующими сторонами в Гражданской войне в России. |
| Руссо-Балт тип Т                 |             | 1914—1915       | 1915              | 4           | Зенитный бронеавтомобиль на базе шасси грузового автомобиля «Руссо-Балт». Имели частичное бронирование кузова и кабины. Помимо четырёх бронеавтомобилей, было также построено четыре автомобиля — «зарядных ящика» для подвоза боеприпасов, конструктивно подобных бронеавтомобилям. Активно использовались частями Русской Императорской армии в ходе Первой мировой войны. |
| Руссо-Балт тип М                 |             | 1914—1915       | 1915              | 4           | Автомобиль — «зарядный ящик» (транспортёр боеприпасов) на базе шасси грузового автомобиля «Руссо-Балт» тип М. Конструктивно подобен бронеавтомобилям «Руссо-Балт тип Т» и предназначался для снабжения последних топливом и боеприпасами в боевых условиях. Имел частичное бронирование, аналогичное «типу Т». |
| «Трёхколёска»                    |             | 1915            | 1915—1917         | 18—30       | Также именуется как бронеавтомобиль Филатова. Лёгкие пулемётные и пушечные бронеавтомобили, построенные по проекту генерал-майора Н. М. Филатова. Отличительной особенностью бронеавтомобилей являлась трёхколёсная ходовая часть. Всего было построено от 18 до 30 бронеавтомобилей с пушечным или пулемётным вооружением, несколько различавшихся конструктивно. Применялись Русской Императорской армией в боевых действиях Первой мировой войны, также использовались в Гражданской войне. |

## Танки и танковая техника

### Танки

#### Реализованные
| Обозначение | Изображение | Годы разработки | Годы производства | Кол-во, шт. | Краткое описание |
| ----------- | ----------- | --------------- | ----------------- | ----------- | --- |
| «Вездеход»  |             | 1914—1915       | 1915              | 1           | Вездеходная машина с возможностью бронирования и установки вооружения. Во многих источниках считается проектом лёгкого танка (танкетки), хотя работы по бронированию и вооружению машины не проводились. Разработан конструктором А. А. Пороховщиковым. Опытный образец машины прошёл испытания, выявившие её недостаточное техническое совершенство. |
| Царь-танк   |             | 1914—1915       | 1915              | 1           | Бронированное передвижное боевое устройство колоссальных размеров, разработанное инженером Н. Лебеденко. В разработке также принимали участие Н. Е. Жуковский и его племянники, Б. С. Стечкин и А. А. Микулин. Строго говоря, танком объект не являлся, представляя собой колесную боевую машину. Самая крупная бронированная сухопутная боевая машина из когда-либо построенных. Постройка и испытания танка проводились в 1915 году, однако по результатам испытаний был сделан вывод об общей непригодности танка к использованию в условиях боя, что привело к закрытию проекта. Построенный экземпляр в боях не применялся и был впоследствии разобран на металлолом. |

#### Нереализованные
| Обозначение                             | Изображение                | Годы разработки | Годы производства | Краткое описание |
| --------------------------------------- | -------------------------- | --------------- | ----------------- | --- |
| Вездеход №2                             |                            | 1916—1917       | Не строился       | Проект колёсной колёсно-гусеничной боевой машины, разработанный конструктором А. А. Пороховщиковым. Основным движителем был колёсный с формулой 4×2, на грунтах с низкой несущей способностью к его работе должен был подключаться вспомогательный гусеничный движитель с одной резиновой гусеницой. Вооружение машины составляли три 7,62-мм пулемёта «Максим», по одному в лобовом бронелисте и двух расположенных одна на другой башнях. Проект был отклонён из-за сложности реализации и «недостаточной рациональности» конструкции. |
| Земной броненосец                       |                            | 1915            | Не строился       | Проект колёсной боевой машины. Разработан конструктором А. А. Пороховщиковым. Обладал внушительными размерами, мощным пушечно-пулемётным вооружением и противоснарядным бронированием. Экипаж составлял 72 человека. Не реализован ввиду высокой сложности и сомнительной боевой эффективности. |
| Машина для уничтожения крепостей «Обой» |                            | 1915            | Не строилась      | Проект подвижного боевого устройства, разработанный изобретателем И. Ф. Семчишиным. Представлял собой гигантский бронированный самоходный эллипсоид. Вооружение не устанавливалось, уничтожение крепостей предполагалось осуществлять наездом эллипсоида на цель. Ввиду практической невозможности реализации, остался «на бумаге». |
| Танк Менделеева                         |                            | 1911—1915       | Не строился       | Первый русский и одного из первых мировых проектов танка. Разработан в инициативном порядке инженером-кораблестроителем В. Д. Менделеевым. Будучи первым в мире проектом сверхтяжёлого танка, отличался высочайшими для своего времени показателями огневой мощи и бронезащиты. Проект содержал большое количество оригинальных конструкторских решений и новшеств, однако не вышел из стадии чертежей и не был воплощён в металле. |
| Танк Рыбинского завода                  |                            | 1915—1917       | Не строился       | Проект среднего танка. Информация весьма ограничена и носит отрывочный характер. По наиболее распространённой версии, танк создавался с использованием агрегатов сельскохозяйственного трактора и во многом опирался на французский опыт создания танков. Есть также основания полагать, что при проектировании за основу был взят не принятый во Франции проект полковника Этьена 1915 года. Создание танка не вышло из стадии проектирования.                                                                                          |
| САУ Дриженко                            | Изображение не сохранилось | 1916            | Не строилась      | Проект машины, определявшейся изобретателем, как «самодвижущаяся броневая башня для 8-дюймовой гаубицы». Представлен в ГВТУ Русской Императорской армии в конце 1916 года инженером-кораблестроителем Адмиралтейского завода подпоручиком Дриженко. Проект был рассмотрен специалистами ГАУ летом 1917 года и был признан бесперспективным ввиду технической непроработанности и сомнительной боевой ценности установки. |
| Черепаха (САУ Навроцкого)               |                            | 1916—1917       | Не строилась      | Проект колёсной боевой машины с ведущим сферическим катком и двумя дополнительными колёсами меньшего диаметра. Вооружение составляли многочисленные пушки калибром от 76,2 до 203 мм и 7,62-мм пулемёты. Масса установки составляла около 192 тонн. Комиссия ГВТУ рассмотрела проект весной 1917 года, но ввиду сомнительных ходовых характеристик и высокой уязвимости машины отклонила его. |

### Бронированные трактора
| Обозначение                        | Изображение | Годы разработки | Годы производства | Кол-во, шт. | Краткое описание |
| ---------------------------------- | ----------- | --------------- | ----------------- | ----------- | --- |
| Астраханец                         |             | 1919            | 1919              | 1           | Бронетрактор, построенный силами Ревельского завода в начале 1919 года на неустановленном шасси. Был передан в состав 3-й Донской армии, однако вскоре был сделан вывод о непригодности боевого использования машины. По распоряжению командования армии бронетрактор был возвращён на завод, где и оставался до конца апреля 1919 года. Дальнейшая судьба машины неизвестна. |
| Бронированный трактор Гулькевича   |             | 1916            | 1916—1917         | 2           | Один из первых образцов полугусеничных боевых машин, разработанных в России, и первая боевая машина такого типа, принятая на вооружение Русской Императорской армии. Представлял собой бронированный и вооружённый трактор фирмы Allis Chalmers Motor Truck. Проект разработан полковником артиллерии Н. А. Гулькевичем. Два экземпляра бронетрактора («Илья Муромец» и «Ахтырец») поступили в распоряжение Запасного бронедивизиона Русской армии в Петрограде, а после Октябрьской революции оказались в РККА и использовались ею в боях Гражданской войны. |
| Буллок-Ломбард                     |             | 1919            | 1919              | более 2     | Бронетрактор на шасси полугусеничного трактора американской фирмы Bullock-Lombard. В феврале 1919 года на заводе «Судосталь» в Новороссийске и на заводе Неф-Филде в Таганроге забронировано два трактора с номерами шасси 50 и 89. Имели закрытое бронирование и вооружение из пяти 7,62-мм пулемётов «Максим». (На некоторых была установлена 120-мм пушка Канэ, что делало их прообразами САУ). В течение 1919 года бронетрактора принимали активное участие в боевых действиях против РККА в составе 2-го кубанского корпуса ВСЮР.                        |
| Вальтер                            |             | 1916            | Не строился       | —           | Проект бронеавтомобиля на базе полноприводного колёсного трактора-тягача фирмы Walter (США). Проектом предполагалось полноценное закрытое бронирование и вооружение в составе 76,2-мм противоштурмовой пушки. Работы над проектом прекращены в конце 1916 года в связи с выявленными недостатками ходовой части трактора. |
| Полковник Безмолитвенный (Клейтон) |             | 1918            | 1918—1919         | 1           | Бронетрактор на шасси сельскохозяйственного трактора британской фирмы Clayton с носовым ведущим колесом. Построен силами Донской армии в 1918 году. Имел коробчатый бронекорпус и вооружение из 76,2-мм полевого орудия и 6 пулемётов «Максим». Ввиду общей перетяжелённости машины, боевая ценность бронетрактора оказалась низкой. Под именем «Полковник Безмолитвенный» бронетрактор использовался для обучения экипажей и в конце 1919 года был, по всей видимости, разобран.                                                                             |